# Мелькітський Василіянський Чин Найсвятішого Спасителя
Василіанський Мелькітський Чин Найсвятішого Спасителя (лат. Ordo Basilianus Sanctissimi Salvatoris Melkitarum; італ. Ordine basiliano del Santissimo Salvatore dei melchiti) — чернечий орден папського права Мелькітської греко-католицької церкви, що живе за монашими правилами святого Василія Великого. Назва походить від матірнього монастиря Найсвятішого Спасителя в селі Джун у районі Шуф у Лівані. Члени ордену відомі також як василіяни сальваторіани або отці сальваторіани.

## Історія
Заснування Чину мелькітських василіян пов'язане із посиленням впливу Римо-Католицької Церкви на Близькому Сході в XVII столітті. Православні сирійські купці відчували загрозу як з боку османів, так і з боку мальтійських піратів. Їхню безпеку могла забезпечити присутність західноєвропейських консулів. Активна присутність європейських чиновників спричинила відкриття латинських місій. Частина православного духовенства охоче співпрацювала з римо-католиками для підвищення рівня освіти вірних.
20 грудня 1683 року Євтимій Саїфі митрополит Тирський та Сидонський склав католицьке ісповідання віри, що дозволило йому стати незалежним від православного Антіохійського патріарха та отримувати регулярну підтримку з Риму. Прийняття католицизму також полегшило йому встановлення економічних відносин з друзькими емірами та османською владою Сидону.
Географічне розташування Сидону дозволяло вести ефективну місіонерську діяльність серед паломників, що прямували до Святої Землі. У 1684 році Євтимій Сайфі заснував арабське чернече згромадження Аль-Мучалліс — Чин Василіян Мелькітів Найсвятішого Спасителя. У 1711 році в горах біля Сидону був заснований перший монастир мелькітських василіян — Дейр-аль-Мучалліс (Монастир Спасителя). 25 грудня 1717 року орден був затверджений Папою Климентом XI.
У 1934 році василіяни Найсвятішого Спасителя разом з іншими двома меншими мелькітськими василіянськими орденами уклала нові чернечі конституції, які в 1956 році затвердив Папа Пій XII. Мелькітські василіяни мають монастирі у вісімнадцяти містах Близького Сходу — у Лівані, Єгипті, Сирії та Палестинській Автономії. Вони також керують парафіями в єпархіях Тиру, Сидону, Акко, Триполі та Дамаска. Орден має сім парафій і богословську семінарію в США.
Головним настоятелем Василіянського Чину Найсвятішого Спасителя з 2013 року є архимандрит Антоній Діб.

## Статистика
За даними 1998 року, Василіянський Чин Найсвятішого Спасителя нараховував 123 ченці, з яких 94 — священники. У 2005 році орден налічував 20 домів, у яких проживав 121 чернець у тому числі 95 священників. У 2020 році число домів — 27, у яких проживало 94 ченці, з яких 74 священники.

## Мелькітські греко-католицькі єпископи
Упродовж історії василіяни Найсвятішого Спасителя складали значну частку єпископату Мелькітської греко-католицької церкви. Станом на 2022 рік Мелькітський Василіянський Чин Найсвятішого Спасителя має вислуженого Патріарха — Григорій III Лахам, двох архиєпископів: Іссам Джон Дарвіч та Еліе Бечара Гаддад, і двох єпископів: Ібрагім Міхаель Ібрагім та Мілад Джавіш.